# Sandwick (Shetland)

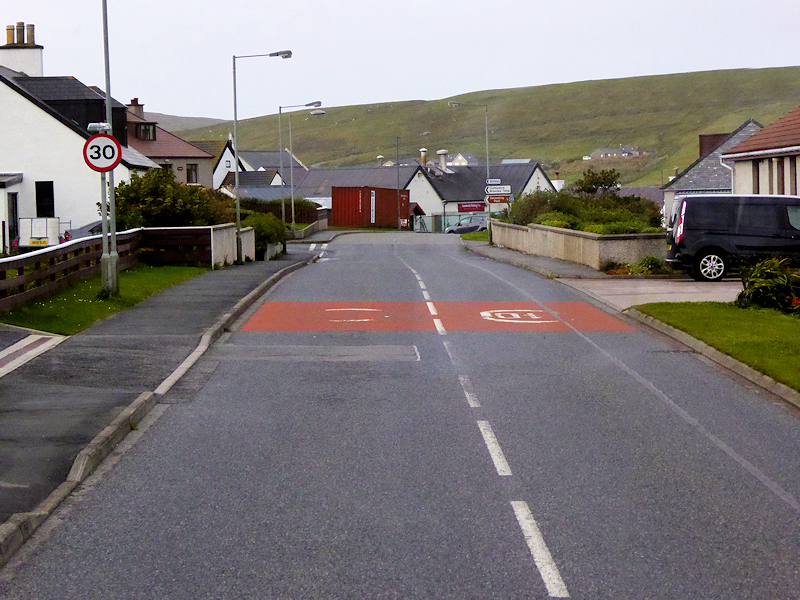
Hauptstraße von Sandwick

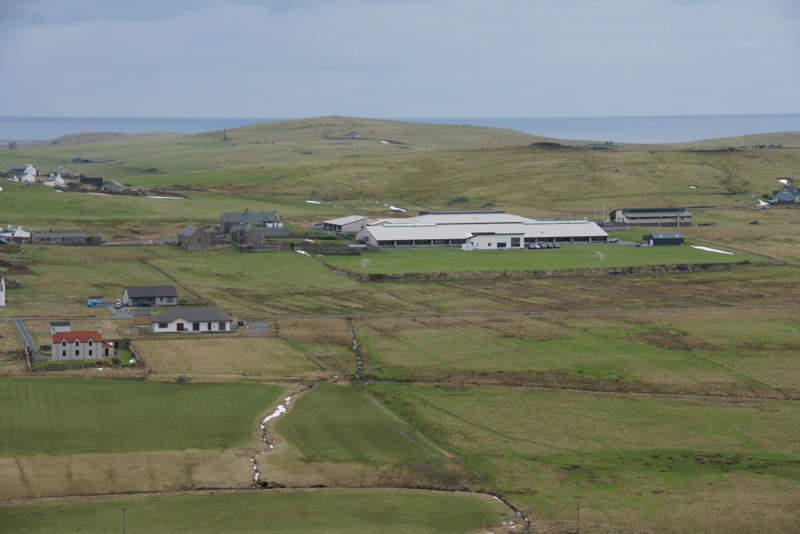
Schule in Sandwick

Sandwick ist eine Ortschaft, die in Schottland im Süden der Shetlandinseln liegt.

## Geographie
Sandwick liegt an der östlichen Küste von Mainland am nördlichen Ende der Bucht Sand Wick. Nach Lerwick sind es 24 Kilometer im Norden. Orte in der Nähe sind Cumlewick im Südwesten, Stove im Westen, Leebitten im Nordwesten und Noness im Südosten. Im Sommer verkehrt eine Fähre, mit der der Broch von Mousa erreicht werden kann.

## Historisches
Früher war Sandwick ein bedeutendes Zentrum der Fischerei. Dies änderte sich, nachdem Offshore mit der Förderung von Öl begonnen wurde.
Im Rahmen der historischen Gliederung Schottlands in Civil Parishes zählt Sandwick zu Dunrossness. In Sandwick sind zwei Bauwerke als Listed Building der Kategorie B eingestuft worden. Es sind die Kirche des Ortes und das zugehörige Pfarrhaus.

## Verkehr
Durch den Ort verläuft die regionale C210, die mehrere Ortschaften zwischen Hoswick und Sandwick verbindet.